# زمین‌لرزه میاگی
زمین‌لرزه میاگی ممکن است به یکی از موارد زیر اشاره داشته باشد:
- زمین‌لرزه ۲۰۱۱ میاگی
- زمین‌لرزه ۱۹۳۶ میاگی
- زمین‌لرزه ۱۹۷۸ میاگی
- زمین‌لرزه ۲۰۰۵ میاگی